# Charles Sutherland Elton
Pour les articles homonymes, voir Elton.
Charles Sutherland Elton est un écologue et un zoologiste britannique, né le 29 mars 1900 à Withington et mort le 1er mai 1991 à Oxford. Il a mené des recherches systématiques sur la dynamique des populations animales et précisé les mécanismes régissant la chaîne trophique.

## Biographie
Son père, Oliver Elton (1861-1945), est professeur de littérature anglaise à l’université de Liverpool. Il se marie en décembre 1928 avec Rose Montagne. Il se remarie quelques années plus tard avec Joy Scovelle. Il fait ses études à Liverpool mais il doit les interrompre durant la Première Guerre mondiale. À la fin de celle-ci, il reprend ses études à Oxford où il suit les cours de Sir Julian Huxley (1887-1975) et de Edwin Stephen Goodrich (1868-1946).
En 1921, il se joint à une expédition dans le Spitzberg organisée par l’université d'Oxford sous la direction de Sir Frederick George Binney (1900-1972). L’expédition compte, outre Julian Huxley, également Sir Alexander Carr-Saunders (1886-1966), Howard Walter Florey (1898-1968) et Noel Ewart Odell (1890-1987). Elton aura l’occasion de retourner deux fois dans cette région.
Nommé assistant en 1923, il devient maître assistant en 1929, poste qu’il occupera durant vingt ans. Il s’intéresse notamment aux fluctuations des populations de rongeurs et de leurs prédateurs à la suite de la lecture du livre de Robert Collett (1842-1913) Norges pattedyr (Mammifères norvégiens) et de celui de Charles Gordon Hewitt (1880-1925) Conservation of the Wild Life of Canada. Avec deux collègues, John Randal Baker (1900-1984) et Edmund Brisco Ford (1901-1988) du département d’anatomie comparative et de physiologie, il étudie les périodes de reproduction, les cycles des populations et les parasites (y compris les bactéries) du campagnol agreste (Microtus agrestis), du campagnol roussâtre (Clethrionomys glareolus) et du mulot sylvestre (Apodemus sylvaticus).
À la demande de sir Huxley, Elton rédige en moins de trois mois son Animal Ecology pour sa nouvelle collection Textbooks of Animal Biology. L’ouvrage, paru en 1927, sera réédité neuf fois jusqu’en 1966. Elton commence, en 1927, à travailler à la création d’un institut de recherche, qui sera officiellement établi en 1932 sous le nom de Bureau of Animal Population, il comprend cinq personnes lors de sa constitution et les recherches portent d’abord sur la biologie des populations de rongeurs. L’initiative d’Elton bénéficie du soutien de Edwin Stephen Goodrich (1868-1946), professeur Linacre à Oxford. Elton a toujours été très sensible à la question de l’évaluation chiffrée des questions écologiques. C’est pour cela qu’il recrute Patrick H. Leslie qui, travaillant sur la modélisation mathématique des populations de rongeurs, définit ce qui est aujourd’hui connu comme la matrice de Leslie. Elton fonde en 1931 le Journal of Animal Ecology qu’il dirige durant 19 ans.
Le budget de l’institut augmentant, ses effectifs passent à quinze personnes. Les populations de la souris domestique, du lapin européen et du rat noir sont étudiées dans le but d’améliorer leur contrôle (notamment en rationalisant la dispersion des appâts empoisonnés), les Rats Order, promulgués en 1941, sont directement le fruit de ses travaux. Il participe également aux travaux préparatoires qui aboutissent à la création du Nature Conservancy.
À l’initiative de sir Alister Hardy (1896-1985), le Bureau of Animal Population est, avec l’Edward Grey for the Field Ornithology, regroupé dans un nouveau département de recherches zoologiques de terrain. Les deux services s’installent au St Hugh's College (Oxford) en 1947. Quelques années plus tard, en 1952, les deux services déménagent à nouveau pour s’installer dans les bâtiments de l’ancien département de botanique en face du Magdalen College. Le départ à la retraite d’Elton en 1967 provoque la disparition, en tant que centre de recherche autonome du Bureau of Animal Population : John William Sutton Pringle (1912-1982), qui dirige le département de recherches zoologiques de terrain, souhaite réorganiser les différents services de recherche à l’occasion de la construction du nouveau bâtiment du département de zoologie. Malgré les protestations d’Elton, son bureau disparaît comme entité autonome, seul l’Institut Grey conserve une identité individuelle.
Elton reçoit, durant sa vie, plusieurs récompenses et honneurs :
- il est élu membre de la Royal Society en 1951 ;
- il reçoit la médaille linnéenne en 1967 et la médaille Darwin en 1970 ;
- il reçoit le prix Tyler en 1976 ;
- il est fait membre étranger de l’American Academy of Arts and Sciences en 1968.

### Liste partielle des publications
- 1927 : Animal Ecology (Sidgwick & Jackson, Londres)[1].
- 1930 : Animal Ecology and Evolution (Clarendon Press, Oxford).
- 1933 : Exploring the Animal World (George Allen & Unwin, Londres).
- 1933 : The Ecology of Animals (Methuen, Londres).
- 1942 : Voles, Mices and Lemmings : Problems in Population Dynamics (Clarendon Press, Oxford).
- 1958 : The Ecology of Invasions by Animals and Plants (Methuen, Londres).
- 1966 : The Pattern of Animal Communities (Methuen, Londres et John Wiley & Sons, New York).